# Permanente Rüstungswirtschaft
Die Theorie der Permanenten Rüstungswirtschaft versucht im Rahmen des Marxismus den Aufschwung der kapitalistischen Staaten nach dem Zweiten Weltkrieg zu erklären. Für Marxisten besteht hier deshalb Erklärungsbedarf, weil die meisten von ihnen während des Zweiten Weltkrieges davon ausgegangen waren, dass sich die Geschichte wiederholen würde. Wie nach dem Ersten Weltkrieg würden auf vielleicht kurzlebige Schwindelblüten recht bald Krisen und Stagnationstendenzen nach dem Muster der Weltwirtschaftskrise 1929 auftreten. Tatsächlich erlebte der Kapitalismus nach dem Zweiten Weltkrieg einen anhaltenden Aufschwung.
Die Permanente Rüstungswirtschaftstheorie nimmt einen bestimmten Unterschied zwischen den Nachkriegszeiten der beiden Weltkriege zum Ausgangspunkt. Während nach dem Ersten Weltkrieg die Staaten ihre Rüstung rasch wieder auf friedliches Niveau zurückgefahren haben, hielt nach dem Zweiten Weltkrieg im Zuge des Kalten Krieges die Hochrüstung an. Diese andauernde Hochrüstung sei für den langen Aufschwung nach dem Zweiten Weltkrieg verantwortlich. Die verschiedenen Spielarten der Theorie der Permanenten Rüstungswirtschaft unterscheiden sich in der Einschätzung, wie sich die Rüstung im Einzelnen günstig auf die Wirtschaftsentwicklung auswirkte.

## Theoretiker
Die Theorie der Permanenten Rüstungswirtschaft wird hauptsächlich innerhalb der International Socialist Tendency (IST) vertreten, insbesondere von Chris Harman. Zuvor haben Michael Kidron und Tony Cliff ebenfalls innerhalb der IS-Tendenz in Großbritannien Versionen dieser Theorie erarbeitet. Erste Veröffentlichungen zu dem Thema erfolgten schon in den 1940er Jahren von einem Marxisten, der unter dem Namen Oakes und Vance veröffentlichte.
In Deutschland ist (neben Linksruck, der deutschen Sektion der IST) Christoph Deutschmann zu nennen. Aber auch bei Alfred Sohn-Rethel gibt es Überlegungen, die Ähnlichkeiten, aber auch Unterschiede zur Theorie der Permanenten Rüstungswirtschaft aufweisen.

## Varianten
Die von den verschiedenen Vertretern vorgetragenen Varianten stehen in einzelnen Punkten in einem Spannungsverhältnis zueinander oder widersprechen sich auch. Ein keynesianisches Verständnis der Theorie steht einem, das an das Marxsche Gesetz des tendenziellen Falls der Profitrate anknüpft, gegenüber.

### Rüstungskeynesianismus
Die „rüstungskeynesianischen“ Variante legt den Schwerpunkt auf die stabilisierende Wirkung von staatlicher Rüstungsnachfrage. Es bietet sich der Vergleich mit den Bemerkungen von Keynes an, wenn er etwa feststellt, dass zwei Pyramiden besser als eine sind. Dagegen sind zwei Eisenbahnlinien von London nach York eben nicht besser als nur eine Eisenbahnlinie (weil sie sich gegenseitig Konkurrenz machen und die Nachfrage nach Eisenbahntransportleistung sachlich begrenzt ist). Rüstung hat nun genau die wirtschaftlichen Eigenschaften einer Pyramide. Die Produktion ist aufwändig und es droht keine Gefahr einer Konkurrenz mit anderen marktwirtschaftlichen Produkten. Es gibt einen Nachfrageeffekt, aber keinen Kapazitätseffekt.
Es bleibt die Frage, ob nicht zivile Ausgaben, insbesondere im sozialen Bereich, die gleiche Wirkung entfalten könnten. Dagegen wird eingewandt:
Ein zu starker Ausbau des Sozialstaates droht das Machtverhältnis zwischen Arbeiterklasse und kapitalistischer Klasse zugunsten der Arbeiter zu verschieben. Es sprechen also machtpolitische Gründe aus Sicht der Herrschenden gegen einen friedlichen Keynesianismus.
Von Jürgen Habermas stammt das Wort von der „Legitimationskrise im Spätkapitalismus“. Damit ist gemeint, dass eine Steuerung und Regulierung der kapitalistischen Wirtschaft, wie sie Habermas im Spätkapitalismus verortet, die bestehende Ideologie der marktwirtschaftlichen Sachzwänge untergräbt. Die Wirtschaft erscheint immer weniger „natürlich“, dafür immer mehr politisch zu sein. Für die Herrschenden stellt sich die Frage, ob das so entstehende Anspruchsdenken eingedämmt werden kann. Mit Hilfe eines Rüstungskapitalismus, der eine äußere Gefahr abwehren soll, kann dieses Problem vermieden werden, auch das Problem einer politisch nicht gewollten Wohlstandssteigerung der Arbeiterklasse.
Das Ende des Rüstungskeynesianismus wird schließlich ähnlich begründet wie oft das des Keynesianismus überhaupt. Im Laufe der Zeit verloren die USA ihre herausragende wirtschaftliche Übermacht, weil „Trittbrettfahrer“ wie die BRD oder Japan von Rüstungsausgaben frei waren und wirtschaftlich dadurch immer mehr aufholen konnten. Die USA konnten nicht weiter als „ideeller Gesamtkapitalist“, hier als Weltrüstungskapitalist, wirken. Sie musste mehr und mehr auf ihre internationale Konkurrenzfähigkeit achten. Das Wertgesetz setzte sich wieder durch.
Betrugen die Militärausgaben der USA gemessen am Bruttoinlandsprodukt in den 1950er Jahren in der Spitze 16 %, so gingen sie bis Mitte der 90er Jahre auf 2 % zurück. Der starke Rückgang der Rüstungsnachfrage der USA Ende der 1960er Jahre und Anfang der 1970er Jahre bedeutete das Ende des Rüstungskapitalismus und die Wiederkehr der Krise für die kapitalistische Weltwirtschaft.

### Gesetz des tendenziellen Falls der Profitrate
Andere Theoretiker setzen am Gesetz des tendenziellen Falls der Profitrate an und weisen keynesianische Interpretationen zurück. Kurz und vereinfachend gesagt erklärt sich der Fall der durchschnittlichen Profitrate gemäß folgender Formel:
{\displaystyle {\text{Profitrate}}={\frac {m}{c+v}}}
{\displaystyle {\text{Profitrate}}={\frac {\frac {m}{v}}{{\frac {c}{v}}+1}}}
Es wird angenommen, dass die Wertzusammensetzung des Kapitals, das Verhältnis konstantes Kapital c zu variablem Kapital v, zunimmt, so dass die Profitrate abnehmen muss, wenn dies nicht durch eine steigende Mehrwertrate m zu v ausgeglichen wird.
Besteuert aber der Staat die Profite, um Rüstung zu finanzieren, werden die Kapitalisten daran gehindert, die Wertzusammensetzung des Kapitals zu steigern. Gesamtwirtschaftlich hat dies dann eine stabilisierende Wirkung.
Zur weiteren Begründung werden gewisse Ausführungen von Marx herangezogen, die als Analogien gelten. Unter den sogenannten „gegenwirkenden Ursachen“ führt Marx den Luxuskonsum der Kapitalisten auf und den Export von Kapital. Diese wirken als gegenwirkende Ursachen bei Marx aber weniger als unmittelbare Kapitalverwendung, sondern weil die Wertzusammensetzung des Kapitals bei neuen Luxusbranchen zunächst nach der Vermutung von Marx noch niedrig ist und der Kapitalexport in Länder mit noch hoher Profitrate erfolgt.
Bei Henryk Grossmann ist der Kapitalexport unmittelbar eine gegenwirkende Ursache, weil das exportierte Kapital nicht mehr der Akkumulation von konstantem Kapital dienen kann, so dass der Zeitpunkt (Z-Punkt, Z wie Zusammenbruch), an dem der Mehrwert nicht mehr ausreicht, um den Bedarf an zusätzlichem konstantem Kapital zu decken, nach hinten hinausgeschoben wird.
Das Grossmannsche Modell lässt sich von der stofflichen Seite so verstehen:
In einer Phase I (Konkurrenzkapitalismus) steigern die Unternehmen zunehmend ihre Investitionen je Arbeitsplatz, die Investitionen in zusätzliche Arbeitsplätze (bei Grossmann sind dies allerdings die Ausgaben für „Unternehmerkonsum“) wachsen schwächer. Gleichzeitig gilt aber, dass die Unternehmen, um möglichst produktiv zu sein und um eine möglichst hohe Profitrate zu erzielen, nicht nur je Arbeitsplatz immer mehr investieren, sondern auch, wenn auch in schwächerem Maße, ihre Beschäftigung ausdehnen müssen.
In einer Phase II reicht der Mehrwert nicht mehr aus um beides zu finanzieren, zusätzliche Investitionen je Arbeitsplatz und (in geringerem Maße) zusätzliche Arbeitsplätze. Dies geht nicht mehr für alle Unternehmen gleichzeitig. Es geht noch für einzelne Unternehmen, dann aber durch „Kannibalismus“ an anderen schwächeren Unternehmen. Es kommt zur Kapital-Zentralisation. Der Konkurrenzkapitalismus geht in den Monopolkapitalismus über.
Im Monopolkapitalismus ändert sich das Wesen der Konkurrenz. Für die Monopole (oder Oligopole) kommt es nicht mehr so darauf an, die Konkurrenz niederzuproduzieren. Im Gegenteil, größeres Angebot schafft Kosten und führt zu niedrigeren Preisen. Zwar hört die Konkurrenz nicht auf, sondern nimmt nur andere Formen an, doch nimmt die Investitionsneigung im Monopol- oder Spätkapitalismus ab, so dass in erster Linie die Investitionsgüterindustrie, die „Abteilung I“ bei Marx, von Stagnations-Tendenzen bedroht wird. Die einbrechende Nachfrage nach Investitionsgütern kann sich wiederum in einer Abwärtsspirale verstärken und zu einer schweren Krise führen.
Hier sieht Christoph Deutschmann (wie auch Michael Kidron) die entscheidende Wirkung der staatlichen Rüstungsnachfrage. Diese kommt gerade der Investitionsgüterindustrie zugute. Eigentlich käme es im Monopolkapitalismus zu sinkender Nachfrage nach Investitionsgütern mit der Gefahr, dass sich dies in einer Abwärtsspirale zu einer Krise weiter entwickelt. Doch der Staat nimmt Kredite auf, fragt Rüstungsgüter nach, die hauptsächlich von Unternehmen des Investitionsgüterbereiches hergestellt werden, so dass die Abwärtsspirale nicht ausgelöst wird. Damit soll auch in dieser Theorievariante, die an den Profitratenfall anknüpft, die Frage beantwortet werden, weshalb das Umleiten von Profit nicht in friedlichen Bahnen erfolgen kann. Eine Schmälerung der Profite durch Ausweitung des Sozialstaates oder einfach auch durch höhere Löhne käme in erster Linie der Abteilung II, der Konsumgüterindustrie, zugute. Im Monopolkapitalismus ist aber weniger die Abteilung II, sondern vor allem die Abteilung I, die Investitionsgüterindustrie durch Nachfragemangel gefährdet. Staatliche Rüstungsnachfrage kommt unmittelbar der Auslastung der Kapazitäten der Abteilung I zugute.
Finanziert wird die Rüstung über Geldentwertung, über Inflation. Historisch einmalig hohe Inflationsraten in den 70er Jahren zwangen schließlich die Staaten, vor allem die USA, ihre kreditfinanzierten Rüstungsausgaben zurückzufahren. Seitdem stagniert die Weltwirtschaft.
Chris Harman behauptet im Unterschied dazu, dass die Rüstung nicht kredit-, sondern steuerfinanziert war, und sieht darin einen weiteren Beleg über den nicht-keynesianischen Charakter der permanenten Rüstungswirtschaft. Das Wertgesetz verschaffte sich auch hier, ähnlich wie in der rüstungskeynesianischen Variante, über die Trittbrettfahrer schließlich wieder unmittelbar Geltung. Staaten, die sich der Rüstung entzogen, zwangen schließlich auch die größte Volkswirtschaft der Welt, die USA, die damals noch ein deutlich größeres Übergewicht hatte, bei den Rüstungsausgaben zu sparen.

## „Nicht-reproduktive Nachfrage“
Alfred Sohn-Rethel betrachtete in seinen Schriften, die seinen Angaben zufolge ursprünglich zwischen 1937 und 1941 in England entstanden sind, nicht die Nachkriegszeit, sondern den deutschen Kapitalismus vor der Machtergreifung Hitlers. Insbesondere die deutsche Stahlindustrie hatte mit einer großen Wertzusammensetzung des Kapitals und mit hoher Unterauslastung zu kämpfen. Diese Stahlwerke mussten mit „nicht-reproduktiver“ Nachfrage über Wasser gehalten werden. „Nicht-reproduktive Werte sind Produkte, die weder direkt noch indirekt der Erhaltung und Erneuerung der menschlichen Arbeitskraft oder materieller Produktionsmittel dienen. Dazu gehören in erster Linie Rüstungsgüter, in zweiter Linie Verschwendung wie überwiegend in der modernen Raumfahrt, in dritter Linie auch Luxusgüter. Die Nachfrage nach solchen Gütern bedarf einer Staatsmacht, die die Bezahlung solcher Produktion der Bevölkerung aufzwingt. Wir haben es hier mit einer eindeutigen Alternative zum konkurrenzwirtschaftlichen Kapitalismus zu tun.“ Diese großen Unternehmen müssen vor allem deshalb vom Staat gestützt werden, weil ihr Zusammenbruch große Teile der Wirtschaft mit sich zöge.
Während die IST-Version die permanente Rüstungswirtschaft als ein günstiges Verhängnis sieht, das ungeplant durch den durch die Umstände aufgezwungenen Rüstungswettlauf für die Kapitalisten eine Stabilisierung der Wirtschaft mit sich brachte, sieht Alfred Sohn-Rethel auch Planung bei den damaligen deutschen Wirtschaftsführern der frühen 1930er Jahre im Spiel, welche die tieferen Ursachen der Krise ein Stück weit durchschaut und entsprechende Schlussfolgerungen gezogen hätten.